# 亜門 (呪縛零)
亜門(あもん、4月月25日)は、日本の歌手、アイドル。アイドルグループ・元AiliceNoa、現Maison de Queenのメンバー。活動名は亜門、旧・呪嚩零。

### 来歴
4月25日、東京都生まれである。
・2024年10月24日　アイドルグループ「AiliceNoa」に加入。
・2025年3月30日　アイドルグループ「AiliceNoa」を卒業。
・2025年4月15日 アイドルグループ「Maison de Queen」に加入。